# Stàvropol
Stàvropol (rus: Ста́врополь, en adigué: Пхъэгъуалъ, Чэткъал) és una ciutat de Rússia i el centre administratiu del krai de Stàvropol. Té una població de 355.900 habitants (2005 est.)

## Clima
Malgrat que és a la latitud del nord del Mediterrani té un clima continental d'hiverns relativament menys freds que el clima de Moscou i estius força més càlids. La temperatura mitjana de gener és de -3,5 °C i la de juliol +21,9 °C. La pluviometria mitjana anual és de 571 amb el màxim de pluges a l'estiu.

## Història
Va ser fundada el 1777 a conseqüència de la guerra russo-turca (1768-1774) i és considerada ciutat des de 1785. Els cosacs del Don s'hi establiren.
El nom de "Stàvropol" està relacionat amb un fictici nom grec, Stauropolis que significa "La ciutat de la Creu".
Alexandre I de Rússia el 1809, invità diverses famílies armènies a instal·lar-s'hi per tal d'estimular el comerç.
La situació estratègica de Stàvropol ajudà els russos a conquerir el Caucas.
Durant la Guerra Civil Russa la ciutat canvià de mans diverses vegades i finalment va ser capturada per l'Exèrcit Roig el gener de 1920. La ciutat va ser reanomenada Voroshilovsk el 1935 per Kliment Voroshilov, però tornà al seu nom tradicional el 1943. Durant la segona guerra mundial va ser ocupada pels nazis entre el 3 d'agost de 1942 i el 21 de gener de 1943. Des de 1946, a la seva zona, s'hi extreu gas natural i un gasoducte subministra a Moscou. Mikhaïl Gorbatxov, va néixer al krai de Stàvropol i treballà en aquesta ciutat durant anys.
A Stàvropol hi ha un gran nombre de refugiats que fugen de la inestabilitat política del Caucas i el sud de Rússia.